# Ernest Hyman
Ernest Joseph Hyman (1904 – 7 tháng 1 năm 1927) là một cầu thủ bóng đá cho Yeovil Town. Ông mất ngày 7 tháng 1 năm 1927 do chấn thương trong một trận đấu cho câu lạc bộ trước Taunton Town trong ngày Lễ Tặng quà 1926.  Ông được chôn ở nghĩa trang của nhà thờ St Nicholas, Radstock.
Cha của ông là một thợ mỏ tại Somerset Coalfield, và Ernest là anh em họ của cầu thủ bóng đá và vận động viên cricket Bill Hyman và 3 thành viên của Radstock Town F.C..